# Zach Line
Zach Line (* 26. Mai 1990 in Oxford, Michigan) ist ein ehemaliger US-amerikanischer American-Football-Spieler auf der Position des Fullbacks. Er spielte für die New Orleans Saints und die Minnesota Vikings.

## College
Line, der Angebote von mehreren Universitäten hatte, entschied sich für die Southern Methodist University (SMU) und spielte für deren Team, die Mustangs, College Football. In 50 Partien konnte er insgesamt 4.185 Yards erlaufen und 47 Touchdowns erzielen.

## NFL

### Minnesota Vikings
Beim NFL Draft 2013 fand Line zunächst keine Berücksichtigung. Trotz beeindruckender Leistungen auf dem College, so konnte er etwa den Touchdown-Schulrekord von Eric Dickerson egalisieren, wurde er von Experten für zu langsam gehalten. Er wurde dann aber doch noch von den Minnesota Vikings als Free Agent verpflichtet. Seine Profi-Karriere kam zunächst nur schleppend in Gang. In seiner Rookie-Saison lief er nur dreimal auf, wobei ihm bloß ein Passfang gelang. In der folgenden Saison kam er überhaupt nur einmal zum Einsatz.
In der Spielzeit 2015 wurde er öfters aufgeboten, und obwohl er vor allem als Vorblocker fungierte, zumeist für Adrian Peterson, konnte er selbst seine ersten drei Touchdowns erzielen. 2016 verlief ähnlich, aber Line blieb ohne Score.

### New Orleans Saints
Im August 2017 wurde er von den New Orleans Saints unter Vertrag genommen, aber noch vor Beginn der Regular Season wieder entlassen. Nachdem der Routinier John Kuhn den Rest der Spielzeit verletzungsbedingt ausfiel, wurde Line erneut verpflichtet. Durch seine Blockarbeit hatte er großen Anteil am stark verbesserten Laufspiel der Saints und half mit, die herausragenden Leistungen von Mark Ingram junior und Alvin Kamara zu ermöglichen. 
Im April 2018 verlängerten die Saints seinen Vertrag um zwei weitere Jahre.
Am 15. Januar 2020 verkündete Line sein Karriereende.